# Guayas (Schiff)
Die Guayas (BE 21) ist ein Segelschulschiff der ecuadorianischen Marine. Die Bark mit Stahlrumpf lief am 23. Oktober 1976 vom Stapel und wurde am 23. Juli 1977 in Dienst gestellt. Ihr Heimathafen ist Guayaquil, Ecuador. Sie hat drei Schwesterschiffe: Cuauhtémoc (Mexiko), Simón Bolívar (Venezuela) und Gloria (Kolumbien), die alle auf der Werft Astilleros Celaya in Bilbao, Spanien, gebaut wurden. Die Ähnlichkeit dieser vier Schiffe mit den in den 1930er Jahren bei Blohm & Voss gebauten Schiffen der Gorch-Fock-Klasse ist groß.
Die Guayas dient seit ihrem Bau in erster Linie der Ausbildung zukünftiger Marineoffiziere. Es hat eine Besatzung von 155 Mann, davon 35 Offiziere. Hinzu kommen 80 Seekadetten. Die Guayas nimmt regelmäßig an Segelregatten auf der ganzen Welt teil.